# Đại Dã
Đại Dã (tiếng Trung: 大冶市; bính âm: Dàyě Shì) là một thành phố cấp huyện thuộc địa cấp thị Hoàng Thạch, tỉnh Hồ Bắc, Trung Quốc.
Thành phố có Quốc lộ 106 (trùng với Quốc lộ 316) và một tuyến đường sắt. Tuy nhiên, không có ga tàu hỏa nào tại Đại Dã, và ga tàu gần nhất là ga Hoàng Thạch ở trung tâm của địa cấp thị. Hồ Đại Dã nằm ở phía nam của khu vực đô thị tại thành phố được bao quanh bới những công viên và ao cá, và là một địa điểm thư giãn. Thành phố cũng là một trung tâm công nghiệp với nhành khai khoáng đồng.

### Nhai đạo
- Đông Nhạc Lộ (东岳路街道)
- Kim Hồ (金湖街道)
- La Gia Kiều (罗家桥街道)
- Kim Sơn (金山街道)

### Trấn
- Kim Ngưu (金牛镇)
- Bảo An (保安镇)
- Linh Hương (灵乡镇)
- Kim Sơn Điếm (金山店镇)
- Hoàn Địa Kiều (还地桥镇)
- Ân Tổ (殷祖镇)
- Uông Nhân (汪仁镇)
- Lưu Nhân (刘仁八镇)
- Trần Quý (陈贵镇)
- Đại Cơ Phố (大箕铺镇)

### Hương
- Minh Sơn (茗山乡)

### Khác
- Khu khai phát kinh tế Đại Trị (大治经济开发区)
- Nông Trường Đông Phong (东风农场)